# Gianni Comandini
Gianni Comandini (Cesena, 18 maggio 1977) è un ex calciatore italiano, di ruolo attaccante.

## Carriera

### Club
Dopo aver percorso il cammino delle giovanili nella squadra della sua città, esordisce nel campionato di Serie B 1995-1996, giocando una sola partita. Passa al termine di quell'annata al Montevarchi in Serie C1 per tornare l'anno successivo al Cesena sempre in terza serie, contribuendo alla promozione fra i cadetti della squadra bianconera.
Nell'estate 1998 il direttore generale del Vicenza Sergio Gasparin acquista il suo cartellino, lasciandolo però un'altra stagione al Cesena, dove si mette in luce realizzando ben 14 reti. A fine stagione passa alla società berica. A Vicenza è il miglior marcatore stagionale con 20 reti, guida la squadra alla vittoria in campionato ed alla riconquista della massima serie.
Tuttavia viene ceduto al Milan, che offre una cifra intorno ai 20 miliardi di lire per il suo cartellino. Nell'estate del 2000 segna nel finale della gara d'andata dei preliminari di Champions League il gol del 3-1 sulla Dinamo Zagabria, ma nella sua prima stagione in Serie A gioca solo 13 partite in maglia rossonera, realizzando i suoi unici due gol nel derby contro l'Inter terminato con il risultato 6-0 per i rossoneri: condivide con Paolo Rossi e Olivier Giroud il record di aver segnato due gol nel primo derby disputato.
Chiusa l'esperienza milanese, nell'estate 2001 passa all'Atalanta per 30 miliardi di lire (risultando, all'epoca, l'acquisto più caro della storia della società bergamasca); pur giocando titolare, segna solo 4 reti. Rimane a Bergamo anche nel 2002-2003, stagione che lo vede in campo solo in 10 incontri di campionato e nella stagione successiva, a gennaio, passa al Genoa, ma anche qui si ritaglia poco spazio. Anche nel 2004-2005 gioca pochissime partite, fra Atalanta in A e Ternana in serie B.
Nel 2006, a seguito di problemi fisici persistenti ed a soli 29 anni, chiude la sua carriera di calciatore professionista, con all'attivo 55 presenze e 9 reti in Serie A e 94 presenze e 37 reti in Serie B. Dopo il ritiro è tornato a Cesena, dove ha aperto un ristorante e gioca nella Polisportiva Forza Vigne, squadra amatoriale affiliata al Centro Sportivo Italiano e fondata nel 1983 dal padre Paolo.

### Nazionale
Ha fatto parte della Nazionale Under 21 italiana nel biennio 1998-00, giocando come seconda punta alle spalle di Ventola e vincendo, sotto la guida di Marco Tardelli, il Campionato Europeo di categoria del 2000.

## Statistiche

### Presenze e reti nei club
| Stagione        | Squadra         | Campionato      | Campionato | Campionato | Coppe nazionali | Coppe nazionali | Coppe nazionali | Coppe continentali | Coppe continentali | Coppe continentali | Altre coppe | Altre coppe | Altre coppe | Totale | Totale |
| Stagione        | Squadra         | Comp            | Pres       | Reti       | Comp            | Pres            | Reti            | Comp               | Pres               | Reti               | Comp        | Pres        | Reti        | Pres   | Reti   |
| --------------- | --------------- | --------------- | ---------- | ---------- | --------------- | --------------- | --------------- | ------------------ | ------------------ | ------------------ | ----------- | ----------- | ----------- | ------ | ------ |
| 1995-1996       | Cesena          | B               | 1          | 0          | CI              | -               | -               | -                  | -                  | -                  | -           | -           | -           | 1      | 0      |
| 1996-1997       | Montevarchi     | C1              | 28         | 3          | CI-C            | 5               | 3               | -                  | -                  | -                  | -           | -           | -           | 33     | 6      |
| 1997-1998       | Cesena          | C1              | 26         | 6          | CI+CI-C         | 1+8             | 0+6             | -                  | -                  | -                  | -           | -           | -           | 35     | 12     |
| 1998-1999       | Cesena          | B               | 36         | 14         | CI              | 4               | 0               | -                  | -                  | -                  | -           | -           | -           | 40     | 14     |
| Totale Cesena   | Totale Cesena   | Totale Cesena   | 63         | 20         |                 | 13              | 6               |                    | -                  | -                  |             | -           | -           | 76     | 26     |
| 1999-2000       | Vicenza         | B               | 34         | 20         | CI              | 3               | 3               | -                  | -                  | -                  | -           | -           | -           | 37     | 23     |
| 2000-2001       | Milan           | A               | 13         | 2          | CI              | 1               | 0               | UCL                | 4                  | 1                  | -           | -           | -           | 18     | 3      |
| 2001-2002       | Atalanta        | A               | 30         | 4          | CI              | 3               | 1               | -                  | -                  | -                  | -           | -           | -           | 33     | 5      |
| 2002-2003       | Atalanta        | A               | 10         | 3          | CI              | 1               | 1               | -                  | -                  | -                  | -           | -           | -           | 11     | 4      |
| 2003-gen. 2004  | Atalanta        | B               | 6          | 0          | CI              | 0               | 0               | -                  | -                  | -                  | -           | -           | -           | 6      | 0      |
| gen.-giu. 2004  | Genoa           | B               | 10         | 1          | CI              | -               | -               | -                  | -                  | -                  | -           | -           | -           | 10     | 1      |
| 2004-gen. 2005  | Atalanta        | A               | 2          | 0          | CI              | 1               | 1               | -                  | -                  | -                  | -           | -           | -           | 3      | 1      |
| Totale Atalanta | Totale Atalanta | Totale Atalanta | 48         | 7          |                 | 5               | 3               |                    | -                  | -                  |             | -           | -           | 53     | 10     |
| gen.-giu. 2005  | Ternana         | B               | 7          | 1          | CI              | -               | -               | -                  | -                  | -                  | -           | -           | -           | 7      | 1      |
| Totale carriera | Totale carriera | Totale carriera | 203        | 54         |                 | 27              | 15              |                    | 4                  | 1                  |             | -           | -           | 234    | 70     |

## Palmarès

### Club
- Campionato italiano Serie C1: 1

Cesena: 1997-1998 (girone A)
- Campionato italiano di Serie B: 1

Vicenza: 1999-2000

### Nazionale
- Campionato d'Europa Under-21: 1

Slovacchia 2000